# Ehemalige Kaserne Sarnen

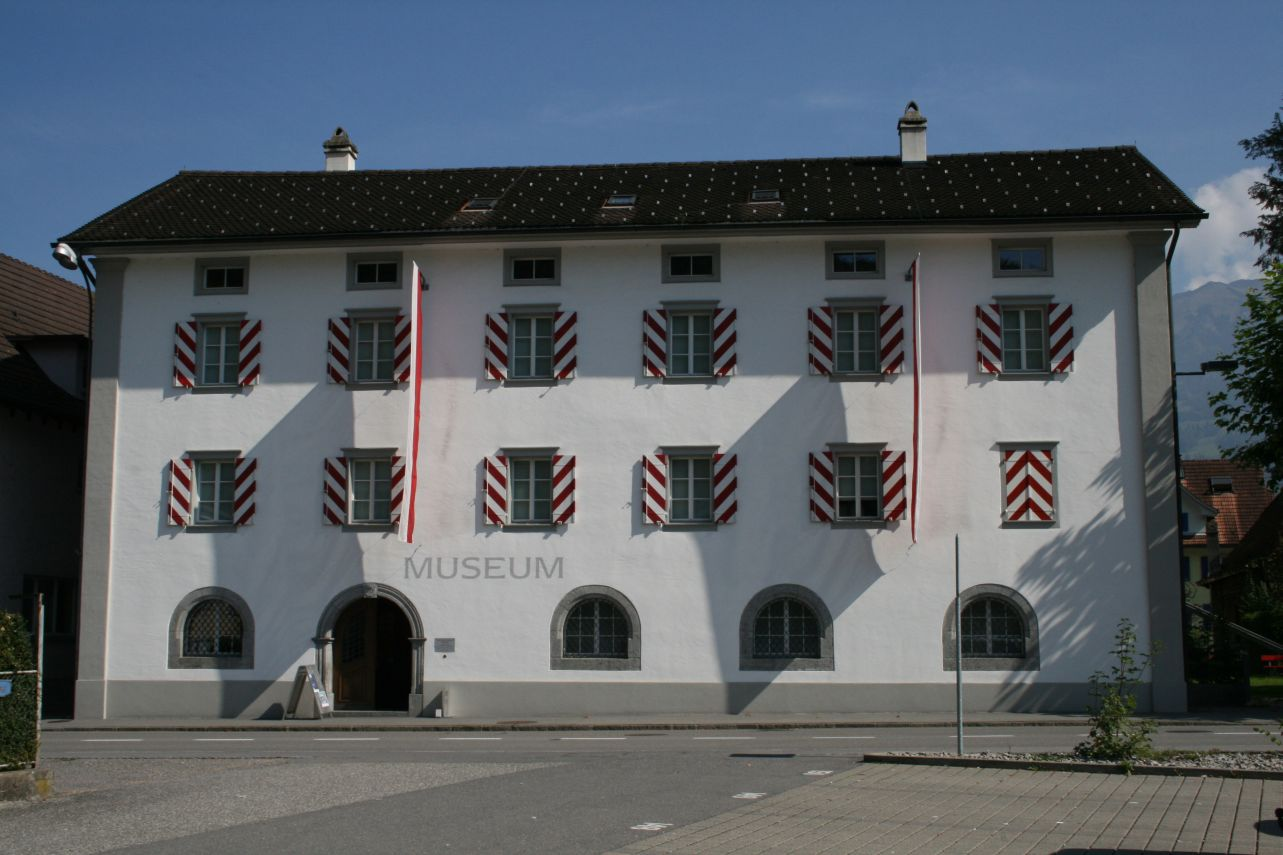
Das Historische Museum Obwalden in der ehemaligen Kaserne Sarnen

Die ehemalige Kaserne Sarnen an der Brünigstrasse 127 in Sarnen beherbergt seit 1928 das Historische Museum Obwalden. Das Gebäude selbst ist als kantonal schützenswert eingestuft und steht als B-Objekt unter Denkmalschutz.

## Geschichte des Gebäudes
Das Gebäude wurde um 1599 als Zeughaus und Kaserne errichtet, und zwar auf der unteren Freiteilallmend. Der Erbauer war Peter Winmann, damaliger Eigentümer der Mühle in Schoried bei Alpnach. 1711 wurde dem Gebäude die Funktion als Zeughaus entzogen und es wurde weiter nur noch als Kaserne genutzt. Am 16. Juni 1855 wurde beschlossen, die vom Säckelmeister, Architekturzeichner und Arzt Simon Etlin vorgeschlagene Aufstockung und Erweiterung durchzuführen. Mit diesen Ausbauarbeiten wurde am 1. April 1856  begonnen und sie konnten schon im Dezember desselben Jahres abgeschlossen werden. Die Kaserne wurde am 22. September 1925 im Amtsblatt zum Verkauf ausgeschrieben, worauf sich allerdings kein Käufer fand. Am 4. Juni 1927 beschloss der Kantonsrat, das Gebäude als Museum und Kantonsbibliothek umzubauen. Daraufhin wurde zwischen 1927 und 1928 das Innere unter der Leitung von Niklaus Ettlin aus Kerns den neuen Bedürfnissen angepasst.

## Historisches Museum Obwalden
Der 1877 gegründete Historische Verein Obwalden präsentiert einen Teil seiner Sammlung einheimischen Kunst- und Kulturguts seit 1928 in dem Gebäude. Diese Sammlung des Museums ist als kantonal schützenswert eingestuft und steht als B-Objekt in der Kulturgüterliste des Bundesamts für Bevölkerungsschutz.
1970 erfolgte im Rahmen einer Renovation der Einbau einer Abwartswohnung im Dachstock. Diese Wohnung wurde 2007 wieder für die Bedürfnisse des Museums umgenutzt. 1980 zog die im 2. Stock untergebrachte Kantonsbibliothek ins Grundacherhaus in Sarnen. Seit 2006 wird der ehemalige Kanonenkeller, auch Waffensaal genannt, vom Museum für Wechselausstellungen und Anlässe genutzt. Im Herbst 2008 wurde die Aussenhülle des Gebäudes saniert, gleichzeitig erfolgte der Einbau von Schallschutzfenstern.